# Reinhold Muchow
Reinhold Muchow (* 21. Dezember 1905 in Berlin; † 12. September 1933 in Bacharach) war NS-Sozialpolitiker.

## Leben
Der Sohn eines Schriftsetzers besuchte die Volksschule und absolvierte daraufhin eine kaufmännische Fachschule. Parallel zu seiner Ausbildung war Muchow Gasthörer an der Berliner Universität und engagierte sich als Mitglied des DHV.
Schon als Jugendlicher trat Muchow dem Bund Oberland und der Deutschsozialen Partei Richard Kunzes bei. Zum 3. Dezember 1925 trat er der NSDAP bei (Mitgliedsnummer 24.006) und wurde kurz darauf Stellvertreter des Sektionsleiters Walter Schuhmann sowie Propaganda- und Organisationsleiter in Neukölln. Im Zeitraum von Juli 1926 bis Mai 1927 verschickte er ausführliche Berichte über die Tätigkeit der NSDAP in Berlin an andere Gaue seiner Partei, die erhalten blieben und im Internet verfügbar sind (siehe Weblinks). Reinhold Muchow studierte in Neukölln die Zellenorganisation der KPD und übertrug sie auf seine Sektion. Der Berlin-Brandenburger NSDAP-Gauleiter Joseph Goebbels erkannte das Organisationstalent des jungen Aktivisten und ernannte am 1. Juli 1928 zum Organisationsleiter des Gaues Berlin. Muchows „Neuköllner Modell“ wurde so zur Blaupause für die Neuaufstellung der Berliner Parteiorganisation, nach dem im Herbst 1932 die NSDAP auch reichsweit umorganisiert wurde.
Reinhold Muchow widmete sich als „antikapitalistischer Parteilinker“ ganz der Gewinnung der Arbeiterschaft für die NS-Bewegung. 1930 wandelte er deshalb das schlecht organisierte und mitgliederschwache Sekretariat für Arbeiterangelegenheiten von Johannes Engel in die NSBO um, deren Organisationsleiter Muchow ebenfalls wurde. Im Januar 1931 wechselte Goebbels rechte Hand zur Reichsorganisationsleitung nach München, wo er Stellvertreter seines früheren Sektionsführer Walter Schuhmann als jetzigem Leiter der Reichsbetriebszellenorganisation wurde.
1931 gründete er selbst die Betriebszellen-Zeitschrift Arbeitertum, ehe er 1933 zum Organisationsleiter der DAF ernannt wurde.
Muchow saß im Zentralausschuss zur Vorbereitung des Boykotts jüdischer Geschäfte am 1. April 1933 und war zudem, wie Walter Schuhmann und Robert Ley, an der Planung der gewaltsamen Zerschlagung der deutschen Gewerkschaften vom 2. Mai 1933 beteiligt.
Am 12. September 1933 starb Reinhold Muchow in Bacharach am Rhein unter mysteriösen Umständen. Angeblich fiel er bei einem Treffen „Alter Kämpfer“ in der Pfalzgrafenschänke einem versehentlich gelösten Schuss seines Freundes und Neuköllner SA-Sturmführers Willi Mähling zum Opfer. Dieser soll sich daraufhin mit „zwei Schüssen“ in den Kopf selbst getötet haben. Aufgeklärt wurde der Fall nie. Die gelegentlich kolportierte Variante, Muchow sei bei einem Autounfall ums Leben gekommen, deutet am ehesten auf Vertuschungsversuche seitens der Partei hin.
Muchow wurde auf dem Luisenstädtischen Friedhof in Berlin-Kreuzberg beigesetzt. Die Grabstätte ist nicht erhalten geblieben. In Eilenburg erhielt ihm zu Ehren eine ab 1935 neu entstandene Siedlung den Namen Muchow-Siedlung. Diesen Namen trug sie bis 1946, als der Name in den noch heute gültigen Namen Karl-Liebknecht-Siedlung geändert wurde.